# إرنست هامل
إرنست هامل هو مؤرخ وصحفي وكاتب ومحامي وشاعر وسياسي فرنسي، ولد في 2 يوليو 1826 في باريس في فرنسا، وتوفي بنفس المكان في 6 يناير 1898.

## مناصب
- انتخب رئيس جمعية الآداب [الإنجليزية]‏ (1890 – 1891).
- انتخب رئيس [الإنجليزية]‏ جمعية الآداب [الإنجليزية]‏ (1873 – 1873).
- انتخب عضو مجلس الشيوخ في الجمهورية الفرنسية الثالثة ‏.
- انتخب رئيس بلدية [الإنجليزية]‏.